# Cá lòng tong lưng thấp
Cá lòng tong lưng thấp (danh pháp hai phần: Rasbora dusonensis) là một loài cá vây tia trong chi Rasbora.

## Miêu tả
Tia vây lưng: 9. Tia vây hậu môn: 8. Có một sọc đường bên giữa màu xám sẫm, sẫm hơn về phía đuôi nhưng không kéo dài tới phần vây đuôi. Gốc vây lưng gần với mắt hơn là với gốc vây đuôi. Có 3 hàng vảy giữa đường bên và hàng giữa bụng; vây đuôi thường với mép màu đen ở phía sau.

## Phân bố
Loài này sinh sống trong khu vực Đông Nam Á và Trung Quốc (tỉnh Vân Nam).